# 박편도끼
박편도끼는 석영이나 규암으로 된 자갈을 이용해서 만든 뗀석기이다. 주로 사냥을 할 때 썼다. 석영이나 규암 박편을 떼서 만들었다.